# Leiothlypis
Leiothlypis és un gènere d'ocells de la família dels parúlids (Parulidae).

## Taxonomia
Segons la Classificació del Congrés Ornitològic Internacional (versió 15.1, 2025) aquest gènere està format per 6 espècies:
- Bosquerola de Tennessee - (Leiothlypis peregrina Wilson, A, 1811)
- Bosquerola de coroneta taronja - (Leiothlypis celata Say, 1822)
- Bosquerola de Colima - (Leiothlypis crissalis Salvin & Godman, 1889)
- Bosquerola de Lucy - (Leiothlypis luciae Cooper, JG, 1861)
- Bosquerola de Nashville - (Leiothlypis ruficapilla Wilson, A, 1811)
- Bosquerola de Virgínia - (Leiothlypis virginiae Baird, SF, 1860)